# Ambady Krishnan Damodaran
Ambady Krishnan Damodaran fue un diplomáticode carrera indio.
- A.K. Damodaran fue hijo de Krishna Menon.
- En los tiempos del Raj británico, antes del 14 de agosto de 1947, participó en el movimiento de independencia y fue encarcelado.
- De 1946 a 1953 fue profesor de Inglés en la Universidad de Delhi.
- El 14 de abril de 1953 entró al Servicio Exterior.
- De 1956 a agosto de 1958 fue secretario de embajada de tercera clase en la Alta Comisión de la India en Colombo.
- De agosto de 1958 a abril de 1960 fue secretario de embajada de segunda clase en Praga, donde desde octubre de 1958 hasta mayo de 1959 estuvo como encargado de negocios.
- De 1960 a 1962 fue secretario de embajada de primera clase en Bonn.
- De abril de 1962 hasta junio de 1963 Cónsul-General en Berlín.
- De agosto de 1963 a octubre de 1965 fue secretario de embajada de primera clase en Beijing.[1]
- De agosto de 1965 a septiembre de 1967fue  Director del departamento China 'en el Ministerio de Relaciones Exteriores.
- De noviembre de 1967 febrero de 1973 fue en Moscú, en noviembre de 1970 su rango fue elevado de consejero a enviado de embajada. Bajo el embajador Kewal Singh y participó en las negociaciones sobre el Indo-Soviet Treaty of Friendship and Cooperation.
- De febrero de 1973 al 01 de junio de 1975 fue embajador en Estocolmo.
- De 1975 a 1978 fue miembro y Secretario del Comité de Planificación de la Política del Ministerio de Asuntos Exteriores.
- De 1978 al 1980 fue embajador en Roma con coacredicion en Valetta.[2]